# Acalolepta kusamai
Acalolepta kusamai är en skalbaggsart som beskrevs av Hayashi 1969. Acalolepta kusamai ingår i släktet Acalolepta och familjen långhorningar. Inga underarter finns listade i Catalogue of Life.